# Nordby Hede
Nordby Hede er et 6 km² stort hede og plantageområde beliggende på en strandvoldsslette mellem Nordsamsø og Stavns Fjord beliggende ud til østkysten af Samsø. Det er en klithede dannet på flyvesand med oprindelse i havet, med en sammenhængende forekomst af grå/grøn klit og en smal bræmme af hvid klit og strandvoldsnatur yderst langs havet. Den sydlige del, den 1 km² store Østerhede er en del af Natura 2000 område nr. 55 Stavns Fjord, Samsø Østerflak og Nordby Hede som også er en del af en større naturfredning fra 1981 . Nordby Hede er også en del af et nationalt geologisk interesseområde omkring Stavns Fjord. Den nordlige del af Nordby Hede udgør nu Mårup Skov, hvis tilplantning påbegyndtes i 1866.